# Jean Vatout
Jean Vatout, född den 26 maj 1792 i Villefranche-sur-Saône, död den 3 november 1848 i Claremont i England, var en fransk skriftställare.
Vatout anställdes 1822 som bibliotekarie hos hertigen av Orléans, som satte värde på honom och hans glada visor. Vatout var deputerad 1831-48, blev conseiller d'état 1837 och invaldes i Franska akademien i januari det händelserika året 1848. Han utgav bland annat Galerie des tableaux du duc d'Orleans (2 band, 1824-29), Histoire du Palais-royal (1830) och Souvenirs historiques des résidences royales de France (7 band, 1837-46).